# Hoplostelis cornuta
Hoplostelis cornuta är en biart som först beskrevs av Charles Thomas Bingham 1897.  Hoplostelis cornuta ingår i släktet Hoplostelis och familjen buksamlarbin. Inga underarter finns listade i Catalogue of Life.